# Geoff Grant
Geoff Grant (Englewood, 16 gennaio 1970) è un ex tennista statunitense.

## Carriera
Ottenne il suo best ranking in singolare il 9 novembre 1998 con la 109ª posizione, mentre nel doppio divenne il 24 maggio 1999, il 90º del ranking ATP.
Nel circuito ATP Challenger Series vinse, in carriera, cinque tornei in singolare e dieci in doppio. Negli US Open 1998, entrato con una wild card, raggiunse il terzo turno superando in successione lo spagnolo Javier Sánchez e l'ucraino Andrij Medvedjev, prima di venire sconfitto dal tedesco Oliver Gross con il punteggio di 5-7, 7–6(5), 7-5, 3-6, 5-7.

## Statistiche

### Tornei minori

#### Singolare

##### Vittorie (5)
| Legenda tornei minori |
| Challenger (5)        |
| Futures (0)           |

| Numero | Data             | Torneo                                      | Superficie    | Avversario in finale | Punteggio            |
| 1.     | 1º aprile 1996   | Puerto Vallarta Challenger, Puerto Vallarta | Cemento       | Nicola Bruno         | 6-1, 6-4             |
| 2.     | 10 febbraio 1997 | Lubeck Challenger, Lubecca                  | Sintetico (i) | Rainer Schüttler     | 6-3, 6-3             |
| 3.     | 13 aprile 1998   | Puerto Vallarta Challenger, Puerto Vallarta | Cemento       | Mariano Sánchez      | 6-2, 6-4             |
| 4.     | 27 luglio 1998   | Winnetka Challenger, Winnetka               | Cemento       | Diego Nargiso        | 5-7, 6-3, 7-5        |
| 5.     | 5 ottobre 1998   | San Antonio Challenger, San Antonio         | Cemento       | Mark Knowles         | 6-1, 6-7, 4-1 ritiro |

#### Doppio

##### Vittorie (10)
| Legenda tornei minori |
| Challenger (10)       |
| Futures (0)           |

| Numero | Data              | Torneo                                           | Superficie    | Compagno       | Avversari in finale                     | Punteggio     |
| 1.     | 29 aprile 1996    | Andijan Challenger, Andijan                      | Cemento       | Maurice Ruah   | Mahesh Bhupathi Leander Paes            | 6-4, 6-3      |
| 2.     | 29 luglio 1996    | Fifth Third Bank Tennis Championships, Lexington | Cemento       | Grant Stafford | Chad Clark Tamer El Sawy                | 7-5, 6-1      |
| 3.     | 9 giugno 1997     | Weiden Challenger, Weiden in der Oberpfalz       | Terra rossa   | Mark Merklein  | Grant Doyle Myles Wakefield             | 6-4, 7-6      |
| 4.     | 16 giugno 1997    | Eisenach Challenger, Eisenach                    | Terra rossa   | Mark Merklein  | Emanuel Couto Attila Sávolt             | 6-2, 6-2      |
| 5.     | 1º luglio 1997    | Flushing Meadow Challenger, Flushing Meadow      | Cemento       | Mark Merklein  | Michael Joyce David Witt                | 6-1, 6-4      |
| 6.     | 11 agosto 1997    | Olbia Challenger (1996-2005), Olbia              | Cemento       | Maurice Ruah   | Mosè Navarra Stefano Pescosolido        | 3-6, 6-2, 7-5 |
| 7.     | 17 novembre 1997  | Amarillo Challenger, Amarillo                    | Cemento (i)   | Mark Merklein  | Mark Petchey Andrew Rueb                | 6-2, 6-2      |
| 8.     | 29 gennaio 1998   | Heilbronn Open, Heilbronn                        | Sintetico (i) | Mark Merklein  | Stefano Pescosolido Vincenzo Santopadre | 6-3, 7-6      |
| 9.     | 8 giugno 1998     | Split Challenger, Spalato                        | Terra rossa   | Attila Sávolt  | Álex López Morón Alberto Martín         | 4-6, 6-3, 6-2 |
| 10.    | 28 settembre 1998 | Caracas Challenger, Caracas                      | Cemento       | Maurice Ruah   | Gouichi Motomura André Sá               | 4-6, 6-1, 6-2 |